# Grande Prêmio da Itália de 1996
Resultados do Grande Prêmio da Itália de Fórmula 1 realizado em Monza em 8 de setembro de 1996. Décima quarta etapa da temporada, teve como vencedor o alemão Michael Schumacher, da Ferrari.

## Relatório da prova

### Mudanças na Williams
Quatro dias antes de ir a Monza a equipe Williams oficializou algo tratado como especulação há muito tempo: a substituição de Damon Hill por Heinz-Harald Frentzen como companheiro de Jacques Villeneuve na próxima temporada. Contratado por um ano, o piloto nasceu em Mönchengladbach e esteve na mira de Frank Williams após a morte de Ayrton Senna e também ano passado, quando Frentzen preservou seu vínculo com a Sauber. Junto com o anúncio, a Williams falou por meio de seu proprietário agradecendo aos serviços prestados por Damon Hill e desejou sorte a ele tanto no restante desta temporada quanto na carreira.
Questionado a respeito, Hill foi econômico em suas declarações, mas revelou-se chateado ao ser "demitido" por telefone e sugeriu à imprensa que tirasse as respostas de Frank Williams. Mesmo ao falar sobre seu futuro, o britânico foi evasivo ao dizer que propostas para correr ano que vem não lhe faltam, mas não citou quais. Entretanto, causou surpresa a revelação que Bernie Ecclestone pediu ao quase-campeão da Fórmula 1 para não correr na Fórmula Indy.
Em termos desportivos, tamanha agitação não impediu a Williams de ocupar a primeira fila no treino oficial de sábado com Damon Hill adiante de Jacques Villeneuve e Michael Schumacher espreitando seus rivais na terceira posição esperançoso por uma vitória que a Ferrari não consegue na Itália desde 1988 com Gerhard Berger.

### Consagração na Ferrari
Cientes que o título mundial poderia ser decidido em Monza, os pilotos da Williams saíram à frente dos rivais até serem surpreendidos com o arranque de Jean Alesi que colocou sua Benetton na liderança por alguns metros quando Hill interpôs o francês, Häkkinen e Schumacher entre ele e Villeneuve. Após duas voltas Coulthard já estava fora da prova e Häkkinen caiu para o fim do pelotão quando sua asa dianteira foi danificada pelos pneus que se desprenderam das barreiras postas acima das chicanes e assim Schumacher já estava em terceiro. Quase ao mesmo tempo uma imagem ainda mais impactante melhorou a sorte do alemão, pois Hill abandonou ao tocar na "chicane de pneus" e rodar após cinco voltas. Alesi passou a liderar seguido pela dupla da  Ferrari com Villeneuve em quarto lugar evidenciando um mau rendimento oriundo de quando escapou da pista logo na primeira chicane ao tentar superar Hill. Tal ousadia o obrigou a parar nos boxes com somente onze voltas encerrando ali suas chances na prova.
Jean Alesi resistiu às investidas de Schumacher até o momento dos pit stops: o piloto da Benetton parou na trigésima primeira volta enquanto o alemão esperou mais dois giros, mas tão logo retornaram dos boxes o ferrarista assumiu a liderança para não mais deixá-la enquanto Alesi estava ainda mais longe de Häkkinen, cuja recuperação impressiona pelo resultado. Assim Michael Schumacher voltou a vencer duas provas em sequência desde outubro do ano passado e confirma o status de maior vencedor de corridas (22) entre os pilotos em atividade para delírio dos 150 mil tifosi presentes no Autódromo Nacional de Monza, alguns dos quais invadiram a pista após a finalização da corrida, cujo pódio foi completado por Jean Alesi e Mika Häkkinen. A seguir vieram os pilotos Martin Brundle e Rubens Barrichello, da Jordan, e fechando a zona dos pontos estava Pedro Paulo Diniz.
O grande derrotado do dia foi Jacques Villeneuve que, além de não reduzir a vantagem de Damon Hill, tem que descontar treze pontos em apenas vinte possíveis.
Décima primeira vitória da Ferrari em Monza.
Último ponto da equipe Ligier.
Primeira vez que dois brasileiros pontuam desde o Grande Prêmio do Pacífico de 1994.

## Classificação da prova

### Treino oficial
| Pos.                      | Nº | Piloto                | Construtor         | Tempo    | Diferença |
| ------------------------- | -- | --------------------- | ------------------ | -------- | --------- |
| 1                         | 5  | Damon Hill            | Williams-Renault   | 1:24.204 |           |
| 2                         | 6  | Jacques Villeneuve    | Williams-Renault   | 1:24.521 | + 0.317   |
| 3                         | 1  | Michael Schumacher    | Ferrari            | 1:24.781 | + 0.577   |
| 4                         | 7  | Mika Häkkinen         | McLaren-Mercedes   | 1:24.939 | + 0.735   |
| 5                         | 8  | David Coulthard       | McLaren-Mercedes   | 1:24.976 | + 0.772   |
| 6                         | 3  | Jean Alesi            | Benetton-Renault   | 1:25.201 | + 0.997   |
| 7                         | 2  | Eddie Irvine          | Ferrari            | 1:25.226 | + 1.022   |
| 8                         | 4  | Gerhard Berger        | Benetton-Renault   | 1:25.470 | + 1.266   |
| 9                         | 12 | Martin Brundle        | Jordan-Peugeot     | 1:26.037 | + 1.833   |
| 10                        | 11 | Rubens Barrichello    | Jordan-Peugeot     | 1:26.194 | + 1.990   |
| 11                        | 9  | Olivier Panis         | Ligier-Mugen/Honda | 1:26.206 | + 2.002   |
| 12                        | 14 | Johnny Herbert        | Sauber-Ford        | 1:26.345 | + 2.141   |
| 13                        | 15 | Heinz-Harald Frentzen | Sauber-Ford        | 1:26.505 | + 2.301   |
| 14                        | 10 | Pedro Paulo Diniz     | Ligier-Mugen/Honda | 1:26.726 | + 2.522   |
| 15                        | 17 | Jos Verstappen        | Footwork-Hart      | 1:27.270 | + 3.066   |
| 16                        | 18 | Ukyo Katayama         | Tyrrell-Yamaha     | 1:28.234 | + 4.030   |
| 17                        | 19 | Mika Salo             | Tyrrell-Yamaha     | 1:28.472 | + 4.268   |
| 18                        | 20 | Pedro Lamy            | Minardi-Ford       | 1:28.933 | + 4.729   |
| 19                        | 16 | Ricardo Rosset        | Footwork-Hart      | 1:29.181 | + 4.977   |
| 20                        | 21 | Giovanni Lavaggi      | Minardi-Ford       | 1:29.833 | + 5.629   |
| Limite dos 107%: 1:30.098 |    |                       |                    |          |           |
| Fonte:                    |    |                       |                    |          |           |

### Corrida
| Pos.   | Nº | Piloto                | Construtor         | Voltas | Tempo/Diferença | Grid | Pontos |
| ------ | -- | --------------------- | ------------------ | ------ | --------------- | ---- | ------ |
| 1      | 1  | Michael Schumacher    | Ferrari            | 53     | 1:17:43.632     | 3    | 10     |
| 2      | 3  | Jean Alesi            | Benetton-Renault   | 53     | + 18.265        | 6    | 6      |
| 3      | 7  | Mika Häkkinen         | McLaren-Mercedes   | 53     | + 1:06.635      | 4    | 4      |
| 4      | 12 | Martin Brundle        | Jordan-Peugeot     | 53     | + 1:25.217      | 9    | 3      |
| 5      | 11 | Rubens Barrichello    | Jordan-Peugeot     | 53     | + 1:25.475      | 10   | 2      |
| 6      | 10 | Pedro Paulo Diniz     | Ligier-Mugen/Honda | 52     | + 1 volta       | 14   | 1      |
| 7      | 6  | Jacques Villeneuve    | Williams-Renault   | 52     | + 1 volta       | 2    |        |
| 8      | 17 | Jos Verstappen        | Footwork-Hart      | 52     | + 1 volta       | 15   |        |
| 9      | 14 | Johnny Herbert        | Sauber-Ford        | 51     | Motor           | 12   |        |
| 10     | 18 | Ukyo Katayama         | Tyrrell-Yamaha     | 51     | + 2 voltas      | 16   |        |
| Ret    | 16 | Ricardo Rosset        | Footwork-Hart      | 36     | Spun off        | 19   |        |
| Ret    | 2  | Eddie Irvine          | Ferrari            | 23     | Spun off        | 7    |        |
| Ret    | 20 | Pedro Lamy            | Minardi-Ford       | 12     | Motor           | 18   |        |
| Ret    | 19 | Mika Salo             | Tyrrell-Yamaha     | 9      | Motor           | 17   |        |
| Ret    | 15 | Heinz-Harald Frentzen | Sauber-Ford        | 7      | Spun off        | 13   |        |
| Ret    | 5  | Damon Hill            | Williams-Renault   | 5      | Rodou           | 1    |        |
| Ret    | 21 | Giovanni Lavaggi      | Minardi-Ford       | 5      | Motor           | 20   |        |
| Ret    | 4  | Gerhard Berger        | Benetton-Renault   | 4      | Pane hidráulica | 8    |        |
| Ret    | 9  | Olivier Panis         | Ligier-Mugen/Honda | 2      | Spun off        | 11   |        |
| Ret    | 8  | David Coulthard       | McLaren-Mercedes   | 1      | Spun Off        | 5    |        |
| Fonte: |    |                       |                    |        |                 |      |        |

## Tabela do campeonato após a corrida
| Pos. | Piloto             | Pontos |
| ---- | ------------------ | ------ |
| 1    | Damon Hill         | 81     |
| 2    | Jacques Villeneuve | 68     |
| 3    | Michael Schumacher | 49     |
| 4    | Jean Alesi         | 44     |
| 5    | Mika Häkkinen      | 27     |

| Pos. | Construtor       | Pontos |
| ---- | ---------------- | ------ |
| 1    | Williams-Renault | 149    |
| 2    | Benetton-Renault | 61     |
| 3    | Ferrari          | 58     |
| 4    | McLaren-Mercedes | 45     |
| 5    | Jordan-Peugeot   | 20     |

- Nota: Somente as primeiras cinco posições estão listadas e a campeã mundial de construtores surge grafada em negrito.